# Luka liściowa
Luka liściowa, luka gałęziowa – miejsce nad odgałęzieniem tkanek przewodzących prowadzącym do liścia lub odgałęzienia pędu (ślad liściowy lub gałęziowy) u roślin, których tkanki przewodzące w łodydze mają kształt cylindra. W miejscu tym przerwa w cylindrze tkanek przewodzących wypełniona jest tkanką miękiszową.